# Austin Gilgronis
Austin Gilgronis fue un equipo rugby, ubicado en la ciudad de Austin, en el estado de Texas, Estados Unidos, y que participó en la Major League Rugby.
Durante el desarrollo de la temporada 2022 de la Major League Rugby el club fue excluido de la competencia.

## Historia
Se creó en 2017 como Austin Elite, sus colores eran celeste y negro, y fue un miembro fundador de la Major League Rugby.
Para la temporada 2019 el equipo se renombró Austin Herd por una votación de sus seguidores y conservó sus colores pero modificó su escudo, se agregó un Texas Longhorn.

### Actualidad
En enero de 2020, dos semanas antes del inicio de la temporada, los nuevos propietarios cambiaron su nombre a Gilgronis por un alquiler del mismo. Es la denominación de un cóctel y se hizo para reinventar al fracasado equipo, que además cambió sus colores al naranja.

## Estadio
Gilgronis juega sus juegos en el Circuito de las Américas, donde se ubica un estadio con capacidad para 5.000 personas y que se inauguró en agosto de 2017. Antes de su reinvención en 2020, jugaron en el Dell Diamond; un estadio de béisbol localizado en la ciudad de Round Rock y con capacidad para 11.631 personas.

## Rendimiento
El francés Timothée Guillimin, presente en 2018 y 2019, es el máximo anotador con 113 puntos y el ala Hanco Germishuys (solo jugó en 2018) es quien marcó más tries: con seis.

### Temporada 2019
En la temporada inaugural Austin Elite ganó tres partidos y perdió los cinco restantes, finalizó quinto y no calificó a la fase final. El entrenador fue Alain Hyardet y el capitán del equipo: Andrew Suniula.
El siguiente campeonato la liga recibió a dos nuevas franquicias y se disputó una segunda vuelta, los Gilgronis perdieron todos los partidos, finalizaron últimos y es el récord negativo de la MLR (16 derrotas). El catastrófico desempeño produjo la venta y reinvención del equipo.